# Saqueo de Gibraltar (1540)
El saqueo de Gibraltar de 1540 fue un ataque por sorpresa llevado a cabo por la armada otomana contra la ciudad española de Gibraltar, en el que fueron capturados setenta prisioneros y desvalijadas cuarenta embarcaciones de su puerto. Tras un proceso de negociación, los asaltantes obtuvieron un rescate de ochocientos ducados por una parte de los cautivos. Posteriormente, las fuerzas otomanas fueron derrotadas en la batalla de la isla de Alborán, lo que permitió la liberación de las personas que aún permanecían prisioneras. Como consecuencia de este episodio, el emperador Carlos V ordenó reforzar las defensas de Gibraltar.

## Antecedentes
En 1540, Jeireddín Barbarroja reunió en Argel una flota integrada por tres galeras, cinco galeotas, seis fustas y dos bergantines, tripulada por novecientos galeotes y una fuerza de dos mil soldados, entre turcos y moriscos valencianos. El mando de la expedición recayó en Alí Hamet, un renegado sardo, mientras que las tropas de desembarco estaban dirigidas por Caramaní, antiguo esclavo en las galeras españolas. La escuadra partió en agosto con rumbo occidental, tras tener conocimiento de que las galeras imperiales de Bernardino de Mendoza se hallaban en las islas Baleares.

## El saqueo
La flota otomana arribó a la playa de Gibraltar enarbolando enseñas imperiales –convirtiendo así la acción en una operación de bandera falsa– y desembarcó un contingente de más de mil hombres, que tomaron el control de las puertas de la ciudad pero optaron por reembarcar al percatarse que el castillo estaba bien guarnecido, llevando consigo a setenta prisioneros. En su incursión sobre el puerto, desvalijaron cuarenta embarcaciones e incendiaron una galera en construcción que pertenecía a Álvaro de Bazán el Viejo. Permanecieron fondeados varios días, durante los cuales negociaron una alafia hasta obtener un rescate de ochocientos ducados por una parte de los cautivos.

## Consecuencias
Durante su retirada, la armada otomana fue interceptada por catorce galeras del Reino de Sicilia bajo el mando de Bernardino de Mendoza, librándose un combate en las inmediaciones de la isla de Alborán en el que los otomanos fueron completamente derrotados: los gibraltareños que aún seguían presos de los corsarios fueron puestos en libertad, mientras que sus captores resultaron muertos o capturados ellos mismos. Este episodio motivó que el emperador Carlos V ordenase reforzar las defensas de Gibraltar con el objetivo de convertirla en una plaza inexpugnable, tarea que quedó encomendada al ingeniero militar alsaciano Daniel Specklin.